# Xiomara Blandino
Xiomara Gioconda Blandino Artola (Managua, 10 de septiembre de 1984) es una reina de belleza de Managua. Blandino fue coronada como Miss Nicaragua 2007, en la que se celebró en el Teatro Nacional Rubén Darío en Managua. Ella también representó a Nicaragua en el concurso de Miss Universo 2007. Xiomara quedó en las semifinalistas del top 10, ella es la segunda candidata nicaragüense en entrar al top de las semifinalistas en 30 años, en la que Beatriz Obregón entrara por primera vez en 1977. Es directora de Miss Teen Nicaragua. Empresaria , influencer , presentadora de TV , y dueña de uno de los canales más importante de todo el país TN 8

## Biografía

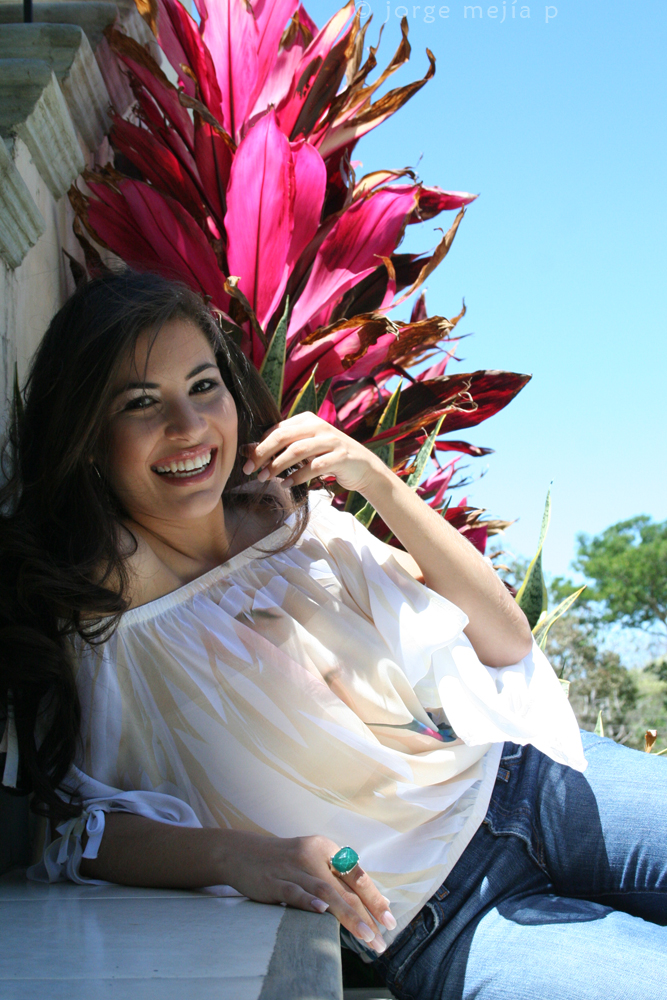
Xiomara en una sesión de fotos para Bacanalnica.com

Xiomara Blandino nació en Managua, el 10 de septiembre de 1984, su familia consiste en su madre, padre y dos hermanos jóvenes y su exesposo el cantautor nicaragüense Mario Sacasa y su primogénito Mario Sebastián a quien adoran mucho. Blandino disfruta mucho del ballet tradicional nicaragüense, los ritmos latinos y el flamenco. Sus intereses incluyen pasar tiempo con su familia y amigos, cocinar, hacer y alfarería. Actualmente Xiomara es la dueña y directora de la franquicia "Miss Teen Nicaragua" un concurso similar al Miss Nicaragua pero con jóvenes. Estuvo casada con Mario Sacasa, desde 2007, con el cual tiene dos hijos, se divorciaron en el 2017. Actualmente es la esposa del hijo del presidente de la república de Nicaragua Juan Carlos Ortega. 

## Concursos

### Carnaval

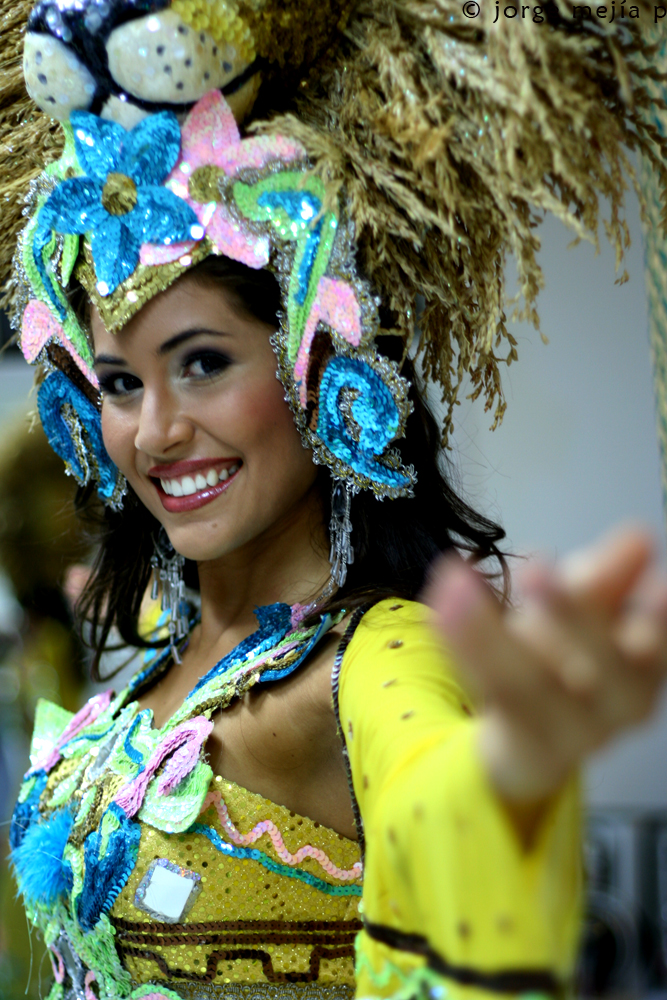
Xiomara Blandino en Miss Nicaragua 2007.

Blandino fue coronada como "Reina del Carnaval", en  el 2006 durante el carnaval anual  "Alegría por la vida" celebrado en Managua, Nicaragua.

### Miss Nicaragua
Blandino ganó el concurso de Miss Nicaragua en el 2007, también compitió como Miss Managua. Ella fue coronada por Cristiana Frixione, quien tuvo la corona de Miss Nicaragua en el 2006. Blandino también ganó los títulos de "Rostro de Avon" y "Piernas Sexy".

### Miss Universo
Blandino representó a Nicaragua en el concurso de Miss Universo 2007 y en la cual pudo entrar a las semifinalistas del Top 10 compitiendo en traje de baño y con un puntaje de 8.171.

### Miss Reina Internacional del Turismo
Durante ese año, Blandino volvió a representar Nicaragua en Miss Tourism Queen International 2007 en Hangzhou, China. Ella fue la primera candidata de Nicaragua en ser enviada a Miss Reina Internacional del Turismo, un nuevo concurso establecido en 2004, pero durante esta ocasión ella no pudo entrar a las finalistas, pero según algunos medios ella quedó en el 13.er lugar.

### Miss Continente Americano 2007
En el año 2007, mismo año en que fue coronada Miss Nicaragua y delegada de Nicaragua en Miss Universo, Xiomara representa nuevamente a Nicaragua en la segunda edición del concurso de belleza Miss Continente Americano, celebrado en Guayaquil, Ecuador el 30 de junio de 2007.